# 第46回トロント国際映画祭
第46回トロント国際映画祭は2021年9月9日から18日まで開催された。オープニング作品はスティーヴン・チョボスキー監督による同名ミュージカルを映画化した『ディア・エヴァン・ハンセン』、クロージング作品はチャン・イーモウ監督による『ワン・セカンド 永遠の24フレーム』が上映された。観客賞はケネス・ブラナー監督の『ベルファスト』が受賞した。

## 概要
第46回は前回にひきつづき新型コロナウイルス感染症の世界的流行により、従来の方法での上映とデジタル上映の"ハイブリッド方式"で行われた。
映画祭の芸術監督であるキャメロン・ベイリーは、「2021年は2019年のような規模のプログラムには完全には戻らないものの、2020年のような縮小されたラインナップよりは大幅に大きくなるだろう」と述べ、カナダのドキュメンタリー映画監督であるアラニス・オボンサウィンに捧げられた回顧プログラムを含め、100本以上の映画が上映された。
映画祭の会場はTIFFベルライトボックス、プリンセス・オブ・ウェールズ・シアター、ロイ・トムソン・ホールにて対面上映が行われ、プリンセス・オブ・ウェールズ・シアターとロイ・トムソン・ホールにてオープニング・ナイト・ガラプレゼンテーションの『ディア・エヴァン・ハンセン』のワールドプレミア上映が行われ、シネスフィアでは『DUNE/デューン 砂の惑星』のIMAXワールドプレミア上映が行われた。
また、前回に引き続き、デジタルプラットフォームである「デジタルTIFFベルライトボックス」でのデジタル上映も行われ、今回はトロントだけでなく、カナダの他の都市でも初めてサテライト上映が行われた。

## プログラム
2021年6月に映画祭に選ばれた最初の13作品が発表され、ガラ・プレゼンテーションとスペシャル・プレゼンテーションの上映作品は7月20日に発表された。一方、コンテンポラリー・ワールド・シネマとディスカバリー部門の上映作品は7月28日に発表され、ドキュメンタリー部門、ミッドナイト・マッドネス、ウェイブレングスは8月4日に発表され、短編作品は8月11日に発表され、プライムタイムは8月13日に発表された。
ウォルト・ベッカー監督の『でっかくなっちゃった赤い子犬 僕はクリフォード』は当初、ガラ・プレゼンテーションのひとつに選ばれたが、デルタ株の影響により、配給会社のパラマウント・ピクチャーズが公開を延期したため、出品を取り消した。
また、映画祭では、スティーヴン・ソダーバーグ監督の未発表の新作を上映するスペシャルイベントの開催も発表され、1991年にソダーバーグが監督した映画『KAFKA/迷宮の悪夢』を再編集した『Mr. Kneff』が上映された。

### ガラ・プレゼンテーション
ガラ・プレゼンテーションとして以下の作品が選ばれた。
| 日本語題                            | 原題                                | 監督                                        | 製作国                               |
| ----------------------------------- | ----------------------------------- | ------------------------------------------- | ------------------------------------ |
| ベルファスト                        | Belfast                             | ケネス・ブラナー                            | イギリス                             |
| ベルイマン島にて                    | Bergman Island                      | ミア・ハンセン＝ラヴ                        | フランス                             |
| ディア・エヴァン・ハンセン          | Dear Evan Hansen (オープニング作品) | スティーヴン・チョボスキー                  | アメリカ合衆国                       |
|                                     | Jagged                              | アリソン・クレイマン                        | アメリカ合衆国                       |
| ザ・デスパレート・アワー            | Lakewood                            | フィリップ・ノイス                          | カナダ                               |
| ラストナイト・イン・ソーホー        | Last Night in Soho                  | エドガー・ライト                            | イギリス                             |
| ディストピア 2043 未知なる能力      | Night Raiders                       | ダニス・グーレ                              | カナダ ニュージーランド              |
| ワン・セカンド 永遠の24フレーム     | 一秒钟 (クロージング作品)           | チャン・イーモウ                            | 中国                                 |
| サイレント・ナイト                  | Silent Night                        | カミラ・グリフィン                          | イギリス                             |
| ルイス・ウェイン 生涯愛した妻とネコ | The Electrical Life of Louis Wain   | ウィル・シャープ                            | イギリス                             |
|                                     | The Forgiven                        | ジョン・マイケル・マクドナー                | イギリス                             |
|                                     | The Good House                      | マヤ・フォーブス ウォレス・ウォロダースキー | アメリカ合衆国                       |
| 社会から虐げられた女たち            | Le Bal des folles                   | メラニー・ロラン                            | フランス                             |
| アウシュヴィッツの生還者            | The Survivor                        | バリー・レヴィンソン                        | アメリカ合衆国 · カナダ · ハンガリー |
| わたしは最悪。                      | Verdens Verste Menneske             | ヨアキム・トリアー                          | ノルウェー                           |

### スペシャル・プレゼンテーション
スペシャル・プレゼンテーションとして以下の作品が選ばれた。
| 日本語題                              | 原題                               | 監督                                        | 製作国                                                 |
| ------------------------------------- | ---------------------------------- | ------------------------------------------- | ------------------------------------------------------ |
|                                       | Ha'berech                          | ナダヴ・ラピド                              | イスラエル フランス ドイツ                             |
|                                       | Ali & Ava                          | クリーオ・バーナード                        | イギリス                                               |
|                                       | All My Puny Sorrows                | マイケル・マッゴーワン                      | カナダ                                                 |
|                                       | Benediction                        | テレンス・デイヴィス                        | イギリス                                               |
|                                       | Charlotte                          | エリック・ワリン タヒル・ラナ               | カナダ フランス ベルギー                               |
|                                       | Dionne Warwick: Don't Make Me Over | デイブ・ウーリー デヴィッド・ヘイルブロナー | アメリカ合衆国                                         |
| ドライブ・マイ・カー                  | ドライブ・マイ・カー               | 濱口竜介                                    | 日本                                                   |
| 静かなる侵蝕                          | Encounter                          | マイケル・ピアース                          | アメリカ合衆国 イギリス                                |
|                                       | france                             | ブリュノ・デュモン                          | フランス ドイツ イタリア ベルギー                      |
| アイム・ユア・マン 恋人はアンドロイド | Ich bin dein Mensch                | マリア・シュラーダー                        | ドイツ                                                 |
|                                       | Inexorable                         | ファブリス・ドゥ・ヴェルツ                  | ベルギー フランス                                      |
| 犬王                                  | 犬王                               | 湯浅政明                                    | 日本 中国                                              |
|                                       | Lingui, les liens sacrés           | マハマト=サレ・ハルーン                     | チャド フランス ドイツ ベルギー                        |
| 帰らない日曜日                        | Mothering Sunday                   | エヴァ・ウッソン                            | イギリス                                               |
| コンペティション                      | Competencia Oficial                | マリアノ・コーン ガストン・ドゥプラット     | スペイン アルゼンチン                                  |
| 秘密の森の、その向こう                | Petite Maman                       | セリーヌ・シアマ                            | フランス                                               |
|                                       | Sundown                            | ミシェル・フランコ                          | メキシコ                                               |
|                                       | La caja                            | ロレンソ・ビガス                            | アメリカ合衆国 メキシコ                                |
| タミー・フェイの瞳                    | The Eyes of Tammy Faye             | マイケル・ショウォルター                    | アメリカ合衆国                                         |
|                                       | 瀑布                               | チョン・モンホン                            | 台湾                                                   |
| THE GUILTY/ギルティ                   | The Guilty                         | アントワーン・フークア                      | アメリカ合衆国                                         |
| ザ・ヒューマンズ                      | The Humans                         | ステファン・カラム                          | アメリカ合衆国                                         |
|                                       | The Middle Man                     | ベント・ハーメル                            | ノルウェー · カナダ · ドイツ · デンマーク              |
| パワー・オブ・ザ・ドッグ              | The Power of the Dog               | ジェーン・カンピオン                        | オーストラリア ニュージーランド                        |
| ムクドリ                              | The Starling                       | セオドア・メルフィ                          | アメリカ合衆国                                         |
| ストーリー・オブ・マイ・ワイフ        | A feleségem története              | エニェディ・イルディコー                    | ハンガリー · ドイツ · イタリア · フランス              |
| 3つの鍵                               | Tre piani                          | ナンニ・モレッティ                          | イタリア フランス                                      |
|                                       | Violet                             | ジャスティン・ベイトマン                    | アメリカ合衆国                                         |
| アンネ・フランクと旅する日記          | Where Is Anne Frank                | アリ・フォルマン                            | ベルギー フランス オランダ ルクセンブルク アイスランド |
|                                       | Wolf                               | ナタリー・ビアンケリ                        | アイルランド ポーランド                                |

### 特別上映
特別上映として以下の作品が選ばれた。
| 日本語題                  | 原題                                                                                            | 監督 | 製作国                                                      |
| ------------------------- | ----------------------------------------------------------------------------------------------- | --- | ----------------------------------------------------------- |
| 英雄の証明                | Ghahreman                                                                                       | アスガル・ファルハーディー                                                                                       | イラン                                                      |
| DUNE/デューン 砂の惑星    | Dune                                                                                            | ドゥニ・ヴィルヌーヴ                                                                                             | アメリカ合衆国 · ハンガリー                                 |
| MEMORIA メモリア          | Memoria                                                                                         | アピチャートポン・ウィーラセータクン                                                                             | コロンビア · タイ · イギリス · フランス · ドイツ · メキシコ |
|                           | Memory Box: Echoes of 9/11                                                                      | デイビット・ベルトン ビョルン・ジョンソン                                                                        | イギリス アメリカ合衆国                                     |
|                           | NBA Films For Fans created with OLG (Born Identities、Inheritance、The Shot、Draft Day、Shorty) | キャスリーン・ジェイム ショーン・ジェラルド シーン・マイケル・タレル クリスチャン・バルツ ロメオ・キャンディード | カナダ                                                      |
| スペンサー ダイアナの決意 | Spencer                                                                                         | パブロ・ラライン                                                                                                 | イギリス ドイツ                                             |
|                           | Surprise Screening of New Steven Soderbergh Film (Mr. Kneff)                                    | スティーヴン・ソダーバーグ                                                                                       | アメリカ合衆国                                              |
|                           | Triumph: Rock & Roll Machine                                                                    | サム・ダン マーク・リシャルデリ                                                                                  | カナダ                                                      |

### ドキュメンタリー部門
ドキュメンタリー部門として以下の作品が選ばれた。
| 日本語題                        | 原題                            | 監督                                            | 製作国                                                                        |
| ------------------------------- | ------------------------------- | ----------------------------------------------- | ----------------------------------------------------------------------------- |
|                                 | Attica                          | スタンリー・ネルソン・ジュニア                  | アメリカ合衆国                                                                |
|                                 | Burning                         | エヴァ・オーナー                                | オーストラリア                                                                |
|                                 | Beba                            | レベッカ・ハント                                | アメリカ合衆国 メキシコ                                                       |
| 海洋探検家クストーの遺産        | Becoming Cousteau               | リズ・ガルバス                                  | アメリカ合衆国                                                                |
|                                 | Comala                          | ジャン・カッシーニ                              | メキシコ                                                                      |
|                                 | The Devil's Drivers             | モハメッド・アブゲト ダニエル・カーセンティ     | カタール フランス レバノン ドイツ                                             |
| FLEE フリー                     | Flee                            | ジョナス・ポエール・ラスムーセン                | アメリカ合衆国 · イギリス · フランス · スウェーデン · ノルウェー · デンマーク |
|                                 | Hold Your Fire                  | ステファン・フォーブス                          | アメリカ合衆国                                                                |
|                                 | Julia                           | ジュリー・コーエン ベッツィ・ウェスト           | アメリカ合衆国                                                                |
|                                 | Listening to Kenny G            | ペニー・レイン                                  | アメリカ合衆国                                                                |
| オスカー・ピーターソン          | Oscar Peterson: Black and White | パリー・アヴリッチ                              | カナダ                                                                        |
| THE RESCUE 奇跡を起こした者たち | The Rescue                      | エリザベス・チャイ・ヴァサルヘリィ ジミー・チン | アメリカ合衆国 イギリス                                                       |
|                                 | Three Minutes: A Lengthening    | ビアンカ・スティグター                          | オランダ イギリス                                                             |
|                                 | Wochiigii lo: End of the Peace  | ヘザー・ハッチ                                  | カナダ                                                                        |

### ミッドナイト・マッドネス部門
ミッドナイト・マッドネス部門として以下の作品が選ばれた。
| 日本語題      | 原題                      | 監督                             | 製作国                  |
| ------------- | ------------------------- | -------------------------------- | ----------------------- |
|               | After Blue (Paradis Sale) | ベルトラン・マンディコ           | フランス                |
|               | Dashcam                   | ロブ・サヴェージ                 | イギリス アメリカ合衆国 |
|               | Saloum                    | ジャン・リュック・ハービュロット | セネガル                |
| TITANE/チタン | Titane                    | ジュリア・デュクルノー           | フランス                |
|               | You Are Not My Mother     | ケイト・ドラン                   | アイルランド            |
|               | Zalava                    | アルサラン・アミリ               | イラン                  |

### プライムタイム
プライムタイム部門として以下の作品が選ばれた。
| 日本語題                                 | 原題                   | 監督                                          | 製作国           |
| ---------------------------------------- | ---------------------- | --------------------------------------------- | ---------------- |
| コリン・イン・ブラック・アンド・ホワイト | Colin in Black & White | エイヴァ・デュヴァーネイ コリン・キャパニック | アメリカ合衆国   |
| 地獄が呼んでいる                         | Hellbound              | ヨン・サンホ                                  | 韓国             |
|                                          | The Panthers           | トム・ハーン ハライフォヌア・フィナウ         | ニュージーランド |
|                                          | Sort Of                | ビラル・ベイグ ファブ・フィリッポ             | カナダ           |

## 受賞者
受賞者は9月18日に発表され、一部はTIFFトリビュート・アワードの放送中の生中継と授賞式終了後にソーシャルメディア上で発表された。上映作品の中で『DUNE/デューン 砂の惑星』、『ラストナイト・イン・ソーホー』、『スペンサー ダイアナの決意』は配給会社がデジタルプラットフォームでのオンライン上映を許可していなかったため、観客賞の対象外となった。
| 賞                                               | 作品                                    | 監督                                                |
| ------------------------------------------------ | --------------------------------------- | --------------------------------------------------- |
| 観客賞 - 受賞                                    | ベルファスト                            | ケネス・ブラナー                                    |
| 観客賞 - 次点1位                                 | Scarborough                             | シャシャ・ナカイ リッチ・ウィリアムソン             |
| 観客賞 - 次点2位                                 | パワー・オブ・ザ・ドッグ                | ジェーン・カンピオン                                |
| 観客賞（ドキュメンタリー部門） - 受賞            | THE RESCUE 奇跡を起こした者たち         | エリザベス・チャイ・ヴァサルヘリィ ジミー・チン     |
| 観客賞（ドキュメンタリー部門） - 次点1位         | Dionne Warwick: Don't Make Me Over      | デイブ・ウーリー デヴィッド・ヘイルブロナー         |
| 観客賞（ドキュメンタリー部門） - 次点2位         | Flee                                    | ヨナス・ポエール・ラスムセン                        |
| 観客賞（ミッドナイト・マッドネス部門） - 受賞    | TITANE/チタン                           | ジュリア・デュクルノー                              |
| 観客賞（ミッドナイト・マッドネス部門） - 次点1位 | You Are Not My Mother                   | ケイト・ドラン                                      |
| 観客賞（ミッドナイト・マッドネス部門） - 次点2位 | Dashcam                                 | ロブ・サヴェージ                                    |
| プラットフォーム賞                               | Yuni                                    | カミラ・アンディニ                                  |
| プラットフォーム賞 - 佳作                        | Mlungu Wam                              | ジェナ・バス                                        |
| カナダ長編映画賞                                 | Ste. Anne                               | レイン・ヴァーメット                                |
| カナダ長編映画賞 - 佳作                          | Scarborough                             | シャシャ・ナカイ リッチ・ウィリアムソン             |
| カナダ短編映画賞                                 | Angakusajaujuq: The Shaman's Apprentice | ザカリアス・クヌク                                  |
| カナダ短編映画賞 - 佳作                          | Nuisance Bear                           | ジャック・ワイズマン ガブリエラ・オシオ・ヴァンデン |
| 国際短編映画賞                                   | Pa Vend                                 | サミール・カラホーダ                                |
| 国際短編映画賞 - 佳作                            | Trumpets in the Sky                     | ラカン・マヤシ                                      |
| FIPRESCI賞                                       | Anadolu Leoparı                         | エムレ・カイス                                      |
| ネットパック賞                                   | Costa Brava, Lebanon                    | モーニア・アキ                                      |
| アンプリファイ・ボイス                           | The Gravedigger's Wife                  | Khadar Ayderus Ahmed                                |
| アンプリファイ・ボイス                           | 何も知らない夜                          | パヤル・カパーリヤー                                |
| チェンジメーカー賞                               | Scarborough                             | シャシャ・ナカイ リッチ・ウィリアムソン             |
| シェア・ハー・ジャーニー                         | ASTEL                                   | ラマタ=トゥライエ・サイ                             |
| シェア・ハー・ジャーニー - 佳作                  | Milý tati                               | ダイアナ・キャム・バン・グエン                      |

### TIFFトリビュート・アワード
映画で傑出した俳優や映画製作者を称えるために対する功労賞のTIFFトリビュート・アワード(TIFF Tribute Award)が前回に引き続き発表され、授賞式は9月18日に行われ、前回と同様にCTVによって放送された。
- インパクト・メディア部門
  - ジェフ・スコール賞 – アラニス・オボンサウィン（英語版）
  - エベール監督賞 – ドゥニ・ヴィルヌーヴ
- 俳優賞 – ジェシカ・チャステイン 、ベネディクト・カンバーバッチ
- スペシャル・トリビュート賞 – ディオンヌ・ワーウィック
- エマージング・タレント賞 – ダニス・グーレン（英語版）
- バラエティ・アルチザン賞 – アリ・ウェグナー (撮影監督)